# Livio Cori
Livio Cori (Napoli, 12 marzo 1990) è un rapper e attore italiano.

## Biografia
Originario dei Quartieri Spagnoli, ha iniziato a scrivere le sue canzoni nel 2005 all'età di 15 anni. Dal 2008 inizia a scrivere le prime tracce e collabora con diversi nomi della scena hip-hop napoletana, pubblicando sotto l'etichetta NoonStudios le sue prime canzoni, collaborando inoltre con Ghemon; con quest'ultimo nel 2015 realizza il singolo Tutta la notte, con il quale si posiziona in vetta alla classifica di MTV venendo poi premiato come nuovo miglior musicista della scena hip hop con il Premio MEI. Nel 2016 esce il singolo Veleno realizzato insieme a Luchè.
Nel 2017 il nome di Cori fu associato all'identità di Liberato, un anonimo rapper napoletano, ma egli ha negato più volte l'accostamento. Nella terza stagione della serie televisiva Gomorra ha recitato una parte e ha anche contribuito con la canzone Surdat (poi pubblicato come singolo) alla colonna sonora della serie. Nel 2018 ha pubblicato l'EP chiamato Montecalvario con l'etichetta Sugar Music di Caterina Caselli.
Alla fine del 2018 è stata annunciata la partecipazione insieme a Nino D'Angelo al Festival di Sanremo 2019 col brano Un'altra luce classificandosi all'ultimo posto.
Nel 2019 esce Montecalvario (Core senza paura), il suo primo album in studio da cui sono stati estratti i due singoli in versione remix A casa mia con Samurai Jay e Adda passà con CoCo. Ospite di tante interviste radiofoniche e televisive come RTL 102.5, Radio Marte con Gianni Simioli a "La Radiazza", Radio Stereo 5 TV con Ciro Maddaluno "Il Solito Italiano".
Nel 2021 collabora con Neffa alla canzone Nn'è cagnato niente contenuta nell'album AmarAmmore.

## Discografia

### Album in studio
- 2019 – Montecalvario (Core senza paura)
- 2020 – Femmena

### EP
- 2017 – Delay
- 2021 – Blu Verano
- 2022 – Tarantelle EP
- 2023 – Solidago

### Singoli
- 2013 - Ora (feat. Ntò)
- 2015 - Tutta la notte (feat. Ghemon)
- 2016 - Veleno (feat. Luchè)
- 2017 - Surdat
- 2018 - Nennè
- 2019 - Un'altra luce (con Nino D'Angelo)
- 2019 - A casa mia (Remix) (feat. Samurai Jay)
- 2019 - Adda passà (con CoCo)
- 2021 - Verano

### Collaborazioni
- 2020 - Abracadabra (La Zero feat. Livio Cori)
- 2021 - Come se... (PeppOh feat. Dj Cioppi & Livio Cori)

## Filmografia
- Gomorra - La serie, 2017 (serie TV, 9 episodi)
- Gomorra - La serie, 2019 (serie TV, 5 episodi)